# Dušan Tomášek

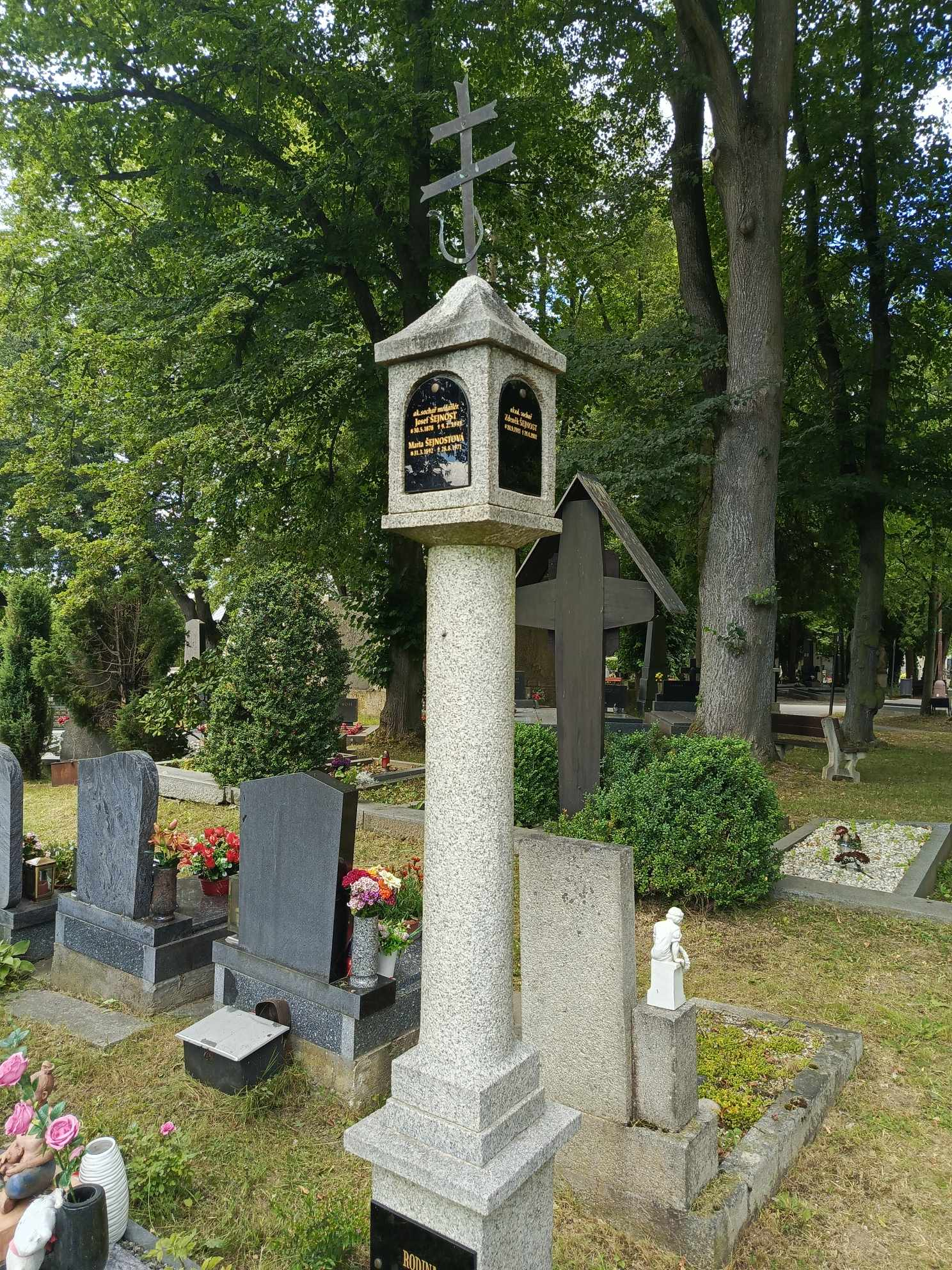
Místo pohřbení Dušana Tomáška v Pelhřimově

Dušan Tomášek (13. října 1924 Pelhřimov – 9. listopadu 2016 Praha) byl český novinář, publicista a spisovatel literatury faktu.
Vystudoval fakultu novinářství a osvěty Univerzity Karlovy v Praze. S přestávkou v sedmdesátých letech se plně věnoval publicistice. Působil jako zpravodaj, fejetonista v Kulturní politice, Zemědělských novinách, Večerní Praze, Květech a dalších médiích, spolupracoval s řadou jiných redakcí včetně Českého rozhlasu a České televize.
Od konce osmdesátých let se téměř výhradně věnoval literatuře faktu se zaměřením na období 2. světové války. Od roku 1990 byl členem Obce spisovatelů a Klubu autorů literatury faktu. Získal několik čestných ocenění, např. nadnárodní cenu E. E. Kische nebo cenu M. Ivanova za celoživotní dílo v literatuře faktu.

## Dílo
- Konfidenti
- Deník druhé republiky
- Pozor, cenzurováno! aneb Ze života soudružky cenzury
- Třináctý dopis – osud totálně nasazených Čechů
- Sám proti gestapu aneb Oresta mi všechno vzala
- Únos válečné lodě: odvážná akce českých námořníků za první světové války na Jadranu
- Nevyhlášená válka: boje o Slovensko 1918–1920
- ve spolupráci s univ. prof. Robertem Kvačkem:
  - Causa Emil Hácha
  - Generál Alois Eliáš: jeden český osud
  - Obžalována je vláda
- ve spolupráci s Miloslavem Moulisem:
  - K. H. Frank: vzestup a pád karlovarského knihkupce
  - Život plný nenávisti – o K. H. Frankovi